# Стаљинистичка архитектура
Стаљинистичка архитектура, углавном позната у бившем Источном блоку као стаљинистички стил (рус. Сталинский стиль, романизовано: Stalinskiy stil′) или социјалистички класицизам, била је архитектура Совјетског Савеза под вођством Јосифа Стаљина, између 1933. (када је званично одобрен нацрт Бориса Јофана за Палату Совјета) и 1955. (када је Никита Хрушчов осудио „ексцесе” протеклих деценија и распустио Совјетску академију архитектуре). Стаљинистичка архитектура је повезана са школама уметности и архитектуре социјалистичког реализма.

## Карактеристике
Као део совјетске политике рационализације земље, сви градови су изграђени према општем плану развоја. Сваки је био подељен на округе, са парцелама на основу географије града. Пројекти би били дизајнирани за читаве округе, видно трансформишући архитектонску слику града. Неоренесанса
Интеракција државе са архитектама показала би се као једна од одлика овог времена. Иста зграда би могла бити проглашена за формалистичко богохуљење и онда добити највеће похвале следеће године, као што се десило Ивану Жолтовском и његовој Лењинској авенији 1949—50. Аутентични стилови као што су Неоренесанса Жолтовског, неокласична архитектура из Санкт Петербурга Ивана Фомина и адаптација у стилу Ар деко Алексеја Душкина и Владимира Шчука коегзистирали су са имитацијама и еклектицизмом који су постали карактеристични за то доба.

### Стаљинови облакодери
Седам сестара су група од седам облакодера у Москви дизајнираних у стаљинистичком стилу. Московљани не употребљавају израз Седам сестара за ове зграде, него их зову Висотки или Стаљинскије Висотки (рус. Сталинские высотки), у преводу (Стаљинови) облакодери (или стаљинистички облакодери). Изграђене су од 1947. до 1953. године, комбиновањем руског барока и готичких стилова те технологије која је коришћена у изградњи америчких облакодера.
Седам облакодера су: Хотел Украјина, Стамбена зграда Котелническаја, Зграда на Тргу Кудринскаја, Хотел Лењинградскаја, Министарство иностраних послова, централна зграда Државног универзитета у Москви и административна зграда Црвене капије.

## Технологија
Што се тиче начина изградње, већина конструкција, испод мокрих зидова од штуке, је обична зидана циглама. Изузеци су биле средње велике куће од бетонских блокова Андреја Бурова (као што је зграда Лаце, 1939—41) и велике зграде попут Седам сестара, које су захтевале употребу бетона. Зидање је природно диктирало уске прозоре, остављајући тако велику површину зида за украшавање. Ватроотпорне завршне облоге од теракоте уведене су током раних 1950-их, иако се ретко користило ван Москве. Највећи део кровног покривача су били традиционални дрвени носачи покривени металним лимовима.
Отприлике 1948. године технологија изградње се побољшала — барем у Москви — како су постали доступни бржи и јефтинији процеси. Куће су такође постале сигурније уклањањем дрвених плафона и преграда. Стандардизоване зграде из 1948—1955 имале су исти квалитет становања као стаљинистички класици и и као такве их класификују агенти за некретнине, али су искључени из оквира стаљинистичке архитектуре. Идеолошки они припадају масовном становању, средњој фази пре стандардизованих зграда Никите Хрушчова познатих као Хрушчовке (рус. Khrushchyovka).

### Обим
Стаљинистичка архитектура се не везује за све што је изграђено у Стаљиново доба. Ослањало је се и на радно-интензивно и дуготрајно зидање и није се могло прилагодити потребама масовне изградње. Ова неефикасност је у великој мери окончала стаљинистичку архитектуру и резултирала масовним методама изградње које су започеле док је Стаљин још био жив.
Иако је Стаљин одбацио конструктивизам, довршавање конструктивистичких зграда продужило се до 1930-их. Индустријска изградња, коју је подржао Алберт Кан, а касније надгледао Виктор Веснин, била је под утицајем модернистичких идеја. То није било толико важно за Стаљинове урбанистичке планове, тако да већина индустријских зграда (искључујући мегапројекте попут Московског канала) није део стаљинистичке категорије. Чак ни прву фазу московског метроа, завршену током 1935. године, Стаљин није помно испитао, па је укључивао значајан конструктивистички утицај.
Дакле, обим стаљинистичке архитектуре је генерално ограничен на урбане јавне и стамбене зграде доброг и средњег квалитета, искључујући масовно становање, и одабране инфраструктурне пројекте попут Московског канала, канала Волга-Дон и последње фазе московског метроа.

## Позадина (1900—1931)
Пре 1917, руска архитектонска сцена је била подељена између Руске модерне (локална интерпретација сецесије, јача у Москви) и неокласичног препорода (јаче у Санкт Петербургу). Неокласична школа је произвела зреле архитекте попут Алексеја Шчусева, Ивана Жолтовског, Ивана Фомина, Владимира Шчука и Александра Таманијана; до Револуције 1917. они су били етаблирани професионалци, са својим компанијама, школама и следбеницима. Ови људи ће на крају постати стаљинистичке архитектонске старешине и произвести најбоље примере тог периода.
Још једна школа која је почела после Револуције сада је позната као конструктивизам. Неки од конструктивиста (попут браће Веснин) били су млади професионалци који су се афирмисали пре 1917. године, док су други тек завршили стручно образовање (као Константин Мелников) или га нису имали. Повезивали су се са групама модерних уметника, надокнађујући недостатак искуства са излагањем јавности. Када је почела Нова економска политика, њихов публицитет је резултирао архитектонским комисијама. Искуство није стечено брзо, а многе конструктивистичке зграде су оправдано критиковане због нерационалних тлоцрта, прекорачења трошкова и ниског квалитета.
Накратко средином двадесетих година 20. века архитектонска струка је деловала на старински начин, са приватним компанијама, међународним конкурсима, надметањем и споровима у стручним часописима. Стране архитекте су биле добродошле, посебно пред крај овог периода, када им је Велика криза смањила посао код куће. Међу њима су били Ернст Меј, Алберт Кан, Ле Корбизје, Бруно Таут и Март Стам. Разлика између традиционалиста и конструктивиста није била добро дефинисана. Жолтовски и Шчусев су ангажовали модернисте као млађе партнере за своје пројекте, а у исто време инкорпорирали конструктивистичке новине у сопствене дизајне. Године 1930. Gosproektstroi је основан као део Грађевинске комисије Весенкха уз помоћ Albert Kahn Inc. Запошљавао је 3.000 дизајнера са буџетом од 417 милиона рубаља.
Посебно се развијало урбанистичко планирање. Стамбене кризе у великим градовима и индустријализација удаљених подручја захтевале су масовну стамбену изградњу и развој нових територија и реконструкцију старих градова. Теоретичари су осмислили разне стратегије које су створиле политизоване дискусије без много практичних резултата; Државна интервенција је била неизбежна.

## Почетак (1931—1933)
Стаљинове личне архитектонске преференције и степен његовог сопственог утицаја остају, углавном, ствар дедукције, нагађања и анегдотских доказа. Чињенице, или њихова заступљеност у јавним совјетским документима, углавном се тичу такмичења у Палати Совјета 1931—33:
- Фебруар 1931. — Главни совјетски архитекти добијају позиве да се надмећу за дизајн Палате Совјета
- Јун 1931 — Пленум Партије одобрава три мегапројекта: реконструкцију Москве, Московског канала и Московског метроа
- Јул 1931. — Архитекте пријављују петнаест пројеката на први конкурс, а расписује се и други конкурс, који ће бити отворен за стране пријаве
- Фебруар 1932. — Награда за други конкурс додељена је трима нацртима (Јофан, Жолтовски, Хектор Хамилтон). Сви модернистички дизајни су одбачени
- Март 1932. — 12 архитеката добија позив за трећи конкурсСтаљинизам конструктивисте, Иља Голосов: Москва, завршена 1941.
- Април 1932. — Партија ставља ван закона сва самостална уметничка удружења. Виктор Веснин је задужен да руководи званичним Савезом совјетских архитеката.
- Јул 1932. — пет архитеката добија позив за четврти конкурс
- Август 1932 — Стаљин (тада у Сочију) пише меморандум Ворошилову, Молотову и Кагановичу. У меморандуму се образлаже његово мишљење о конкурсним радовима, одабрани Иофанов нацрт и предлажу конкретне измене истог. Овај меморандум, који је први пут објављен 2001. године, представља основу за већину претпоставки о Стаљиновом личном утицају
- Фебруар 1933. — Четврто такмичење је затворено без проглашења победника
- Мај 1933. — Јавно одобрење Иофановог нацрта
- Септембар 1933 — Сви московски архитекти су распоређени у двадесет Мосоветових радионица, од којих су већину водили архитекти традиционалисти (Шчушев, Жолтовски итд.)Позориште Црвене армије у Москви, дизајнирано у облику совјетске црвене звезде

Архитекте позване да руководе овим радионицама били су традиционалисти Иван Жолтовски, Алексеј Шчусев, Иван Фомин, Борис Иофан, Владимир Шуко, као и практичари конструктивисти: Иља Голосов, Пантелејмон Голосов, Николај Коли, Константин Мелников, Виктор Веснин, Николај Ла Гинзбург. Тиме је започео важан тренд који је трајао до 1955. Стаљин је изабрао Јофана за један пројекат, али је задржао све конкурентске архитекте у свом послу.

## Предратна стаљинистичка архитектура (1933—1941)

### Рани стаљинизам (1933—1935)
Прве године стаљинистичке архитектуре карактеришу индивидуалне грађевине, или, у највећем броју, пројекти развоја једног блока. Обнова огромних простора Москве показала се много тежим од уништавања историјских округа. Три најважније московске зграде тог времена налазе се на истом тргу, све изграђене између 1931. и 1935. године, али је сваки нацрт еволуирао независно, уз мало размишљања о целокупном ансамблу (погледајте предратне филмске кадрове 1936. 1938. 1939). Свака је поставила свој вектор развоја за наредне две деценије.
- Зграда у улици Моховаја Жолтовског, италијанска ренесансна архитектонска фантазија, директна је претеча послератног спољашњег луксуза (Стаљинов стил „империја”). Међутим, његова величина је у складу са оближњим зградама из 19. века.
- Хотел Москва Алексеја Шчусева. Овакав развојни правац био је неуобичајен у Москви (кула на врху хале Чајковски никада није завршена), али слична велика здања изграђена су у Бакуу и Кијеву. Танки римски лукови московских балкона били су уобичајени широм земље 1930-их. После рата су опстали у јужним градовима, али су нестали из Москве.
- Коначно, зграда СТО Аркадија Лангмана (касније Госплан, тренутно Државна Дума): скромна, али не мрачна структура са снажним вертикалним детаљима. Овај стил, паметна адаптација америчког ар декоа, захтевао је скупе камене и металне завршне обраде, па је имао ограничен утицај — Дом Совјета у Лењинграду, завршен 1941. године, као и Тверска улица у Москви.

Посебан тип развоја, познат као „рани стаљинизам” или постконструктивизам, еволуирао је од 1932. до 1938. Може се пратити и до поједностављеног Ар Декоа (преко Шукоа и Јофана), и до аутохтоног конструктивизма, који се полако претварао у неокласицизам. (Иља Голосов, Владимир Владимиров). Ове зграде задржавају једноставне правоугаоне облике и велике стаклене површине конструктивизма, али са китњастим балконима, портицима и стубовима (обично правоугаоне и веома лагане). До 1938. престао је да се користи.
- Зграда у Моховавој улици Ивана Жолтовског, 1931—1934
- Модерна реплика хотела Москва Алексеја Шчусева, 1932—1935.

### Главни план Москве (1935)
У јулу 1935. држава је проценила резултате и коначно издала декрет о главном плану Москве. План је, између осталог, укључивао Стаљинове идеје о урбаном развоју:
- Нови развој се мора одвијати кроз читаве целине, а не кроз појединачне зграде
- Величина градског блока би требало да се повећа са садашњих 1,5—2 хектара (4—5 ари) на 9—15 хектара (22—37 ари).
- Нови развој мора бити ограничен у густини на 400 људи по 1 хектара (160 по хектару).
- Зграде треба да буду високе најмање 6 спратова; 7-10-14 спратова на прворазредним улицама.
- Насипи су прворазредне улице, зониране само за прворазредне становање и канцеларије[12]

Ова правила су ефективно забрањивала јефтину масовну изградњу у старом граду и „прворазредним” улицама, као и изградњу једне породице. Јефтини развој се наставио у удаљеним областима, али већина средстава је преусмерена на нове, скупе „ансамбл” пројекте који су ценили фасаде и величину више од потреба пренасељених градова.

### Московски канал (1932—1938)
Канал повезује реку Москву са главном саобраћајном артеријом европске Русије, реком Волгом. Налази се у самој Москви и у Московској области. Канал се повезује са реком Москвом 191 километар од њеног ушћа у Тушино (област на северозападу Москве) и са реком Волгом у граду Дубна, непосредно узводно од бране Ивањковског језера. Дужина канала је 128 км.
Конструисали су га од 1932. до 1937. године затвореници Гулага током раног и средњег Стаљиновог доба.

### Московске авеније (1938—1941)
Током касних 1930-их, грађевинска индустрија је била довољно искусна да изгради велике урбане реконструкције у више блокова — иако су сви они били у Москви. Три најважнија московска пројекта су:
- Улица Горког (Тверска улица), где је Аркадиј Мордвинов тестирао такозвану „методу протока” истовременог управљања градилиштима у различитим фазама завршетка. Од 1937. до 1939. Мордвинов је завршио обнову централног дела улице Горког до Булеварског прстена (са неким изузецима као што је седиште Мосовета).
- Дорогомилово (укључујући део данашњег Кутузовског проспекта). За разлику од једноличних, збијених низова зграда у улици Горког, Дорогомилово коловоз је био оивичен веома различитим зградама, са широким размацима између њих. То је било експериментално подручје за Бурова, Розенфелда и друге младе архитекте. Ове зграде нису биле тако темељно пројектоване као на Тверској, а дрвени плафони и преграде и спољашњост од мокре штукатуре на крају су резултирали већим трошковима одржавања. Ипак, овде је у великој мери развијен канон „Стаљиновог царства”.
- Болсхаиа Калузхскаиа (сада Ленински Проспецт), сличан развој стандардних зграда у целом блоку источно од парка Горки
- Лењински авенија, сличан развој стандардних зграда у целом блоку источно од парка Горки

- Кутузовски 26, дом Леонида Брежњева и Михаила Суслова, Москва-Сити иза
- Дорогомилово Запад, градске „капије”
- Дорогомилово Запад, градске „капије“; обелиск додат 1990-их
- Танки медитерански лукови, типични за 1930-те
- Розенфелдове куле близнакиње у Дорогомилову, 1946. завршетак развојног плана 1938—1941.

### Свесавезна пољопривредна изложба (1939)
Године 1936. годишња пољопривредна изложба пресељена је на празно поље северно од Москве. До 1. августа 1939. године изграђено је више од 250 павиљона на 136 хектара (340 ари). Статуа Вера Мухине, „Радник и колхозница” из 1937. године, на врху павиљона СССР-а на Међународној изложби уметности и технике у савременом животу (Париз Екпо из 1937), поново је изграђена на улазним капијама. Павиљони су створени у националним стиловима совјетских република и региона; шетња кроз изложбу рекреирала је обилазак огромне земље. Централни павиљон Владимира Шука био је донекле заснован на неуспешном нацрту Палате Совјета из 1932. од Жолтовског. За разлику од „националних” зграда, није сачувана (централне капије и главни павиљони су обновљени почетком 1950-их).
Преживели павиљони из 1939. последњи су и једини пример Стаљинове монументалне пропаганде у свом оригиналном окружењу. Такви пропагандни комади нису направљени да трају (попут Шчушевљевог Хангара за ратне трофеје у парку Горког); неки су срушени током дестаљинизације 1956. године.

## Послератни период (1944—1950)
Послератна архитектура, која се понекад сматрала јединственим стилом, била је подељена на најмање четири вектора развоја:
- Луксузна стамбена и пословна изградња комплетних региона као што су Московска авенија у Лењинграду и Лењински проспект у Москви
- Стаљинистички стамбени блокови у Кутузовском проспекту у МосквиВелики инфраструктурни пројекти (Метро у Лењинграду и Москви, Волга-Дон канал)
- Обнова ратом разореног Курска, Минска, Кијева, Смоленска, Стаљинграда, Вороњежа и стотина мањих градова
- Напор за нове, јефтине технологије за решавање стамбене кризе, евидентан од 1948. године и званичне државне политике од 1951. године
- Изградња нових градова: Новосибирск, Кемерово, Дзержинск и другде

Стамбена изградња у послератним градовима била је сегрегирана према редовима станара. Није било напора да се прикрије луксуз; понекад су били очигледни, понекад намерно преувеличани (за разлику од Јофанове обичне куће на насипу). Сеоске резиденције Стаљинових чиновника биле су на врхунском нивоу; тако је била и Кућа лавова из 1945. Ивана Жолтовског (Кућу лавова су дизајнирали Николај Гајгаров и ММ Џиско из радионице Жолтовски. Жолтовски је надгледао и промовисао пројекат), луксузна резиденција у центру града за маршале Црвене армије. 1947 Marshals Apartments Левa Рудњевa, у истом блоку, има мање екстравагантан пакет екстеријера. Постојао је тип зграде за сваки ранг Стаљинове хијерархије.

Зграде високе класе могу се лако идентификовати на основу детаља као што су размаци између прозора, пентхауса и еркера. Некада је релативни ранг и занимање станара представљен орнаментима, некада спомен-плочама. Имајте на уму да су све ово карактеристике Москве. У мањим градовима, друштвена елита се обично састојала од једне или две класе; Санкт Петербург је увек имао залихе предреволуционарног луксузног простора.
- Пентхаус, предратна постконструктивистичка зграда Владимира Владимирова
- Улаз са бочним погледом за чуваре; Станови маршала код Руднева, 1947
- Детаљи указују на друштвене слојеве – Кућа глумаца, улица Горког
- Еркери, још један луксузни знак, блок Росенфелд из касне 1952. године.
- Пекиншки изложбени центар, изграђен 1954
- Централна универзална робна кућа (ЦУМ), Нижњи Новгород
- Кућа лавова, 1945, Патријарши језерци, Москва, стамбена зграда у центру

## Волго-Донски канал (1948—1952)
Изградња данашњег Волго-Донског канала, који је пројектовао Институт за хидропројекте Сергеја Жука, почела је пре Великог отаџбинског рата 1941—1945, који је прекинуо процес. Током 1948—1952. градња је завршена. Пловидба је почела 1. јуна 1952. Канал и његове објекте су углавном градили затвореници, који су били заточени у неколико посебно организованих поправних логора. Током 1952. године број осуђеника запослених у грађевинарству премашио је 100.000.

### Подземни метро (1938—1958)
Прва етапа московског метроа (1931—1935) почела је као обична градска компанија. Било је много пропаганде о његовој изградњи, али сам метро није доживљаван као пропаганда. "За разлику од других пројеката, московски метро никада није назван Стаљиновим метром. Старе архитекте су избегавале наруџбине Метроа. Ставови су се променили када је друга фаза почела 1935. Овог пута метро је био политичка изјава и уживао је много боље финансирање. Друга фаза је произвела различите примере стаљинистичког стила као што су Мајаковскаја (1938), Електрозаводскаја и Партизанскаја (1944).
Било је потребно шест година да се заврши прва послератна линија метроа (деоница Прстена од 6,4 км). Ове станице су биле посвећене „Победи”. Нема више Коминтерне (станица метроа Коминтерне је у децембру 1946. преименована у Калининскаја), нема више Светске револуције, већ изјава победничког, националистичког стаљинизма. Станица Октјабрскаја Леонида Пољакова изграђена је као класицистички храм, са сјајним бело-плавим олтаром иза гвоздених капија — потпуни одмак од предратног атеизма. Да би видео овај олтар, јахач је морао да прође поред дугачког реда гипсаних застава, бронзаних свећњака и разних војних слика. . Парк културе је имао праве готичке лустере. Метростроj је водио сопствене фабрике мермера и столарије, производећи 150 чврстих, целих блок мермерних стубова за овај кратки део. Други део Прстенове линије био је омаж „Херојском раду” (са изузетком Шчушеве Комсомолске, постављене као препричавање Стаљиновог говора од 7. новембра 1941).
Четвртог априла 1953. јавност сазнаје да је деоница из 1935. од Александровског Сада, тада Калининске до Кијевске, заувек затворена и замењена потпуно новом линијом дубоког поравнања. Не постоји званично објашњење ове скупе промене; све спекулације се тичу функције склоништа за бомбе. Једна од станица, Арбатскаја Леонида Пољакова, постала је најдужа станица у систему, 250 метара уместо стандардних 160, и вероватно најекстравагантнија. „У извесној мери, то је московски петровски барок, али упркос цитатима из историјског наслеђа, ова станица је хиперболична, етерична и нестварна”
Стаљинистички канон је званично осуђен када су се градила још два дела, до Лужњикија и ВДНК. Ове станице, завршене 1957. и 1958. године, углавном су лишене ексцеса, али архитектонски и даље припадају Стаљиновој линији. Датум 1. маја 1958. године када је отворена последња од ових станица, означава крај касне стаљинистичке изградње.

### Седам сестара (1947—1955)
Стаљинова идеја из 1946. године о изградњи многих обладоера у Москви резултирала је декретом из јануара 1947. којим је започела шестогодишња кампања јавности. До званичног постављања темеља, септембра 1947. године, идентификовано је осам градилишта (Осма сестра, у Зарјадју, биће укинута). Осам дизајнерских тимова, вођених од стране нове генерације главних архитеката (37 до 62 године), израдило је бројне нацрте; није било отвореног конкурса или комисије за оцењивање, што је показатељ Стаљиновог личног управљања.
Сви главни архитекти су у априлу 1949. добили Стаљинове награде за прелиминарне нацрте; исправке и допуне су уследиле све до веома касних фаза завршетка. Све зграде су имале прерађене челичне оквире са бетонским плафонима и зиданом испуном, засноване на темељима од бетонских плоча (што је понекад захтевало генијалну технологију задржавања воде).
Пројекти небодера захтевали су нове материјале (нарочито керамику) и технологије; решавање ових проблема допринело је каснијем стамбеном и инфраструктурном развоју. Међутим, то је дошло по цену успоравања редовне градње, у време када је земља била у рушевинама. Колико је овај пројекат стварним урбаним потребама дао може се проценити из ових бројки:
- Током 1947, 1948, 1949. Москва је изградила укупно 100.000, 270.000 и 405.000 квадратних метара стамбеног простора.
- Пројекат облакодери је премашио 500.000 квадратних метара (по већој цени по метру)[22]

Слични облакодери изграђени су у Варшави, Букурешту и Риги; кула у Кијеву је завршена без круне и звоника.

Узлазни налет вишеспратница, објављен од 1947. године, поново је креиран у бројним мањим зградама широм земље. Куле високе од осам до дванаест спратова означавале су 4—5 спратове високе целине послератних регионалних центара. Централни павиљон Сверуског изложбеног центра, поново отворен 1954. године, висок је 90 метара, има главну салу налик катедрали, високу 35 метара, широку 25 метара са стаљинистичким скулптурама и муралима. 
- Хотел Украјина, највиши хотел у Европи.
- Зграда Кудринскаиа Скуаре
- Главна зграда Московског државног универзитета, највиша образовна зграда на свету.
- Kotelnicheskaya Embankment зграда
- Главна зграда Министарства спољних послова Русије
- Хилтон Москва Ленинградскаја
- Ред Гејт зграда

### Авенија независности у Минску (1944—1959)
Урбанистичка архитектонска целина Авеније Незалежности у Минску је пример интегрисаног приступа у организовању животне средине града хармоничним комбиновањем његових архитектонских споменика, планске структуре, пејзажа и природних или вештачких места вегетације. Ансамбл је настао током петнаест година после Другог светског рата. Његова дужина је била 2900 метара, иако се сада протеже до периферије града у укупној дужини од скоро 16 км (што га чини једним од најдужих у Европи). Ширина пута са тротоарима варира од 42 до 48 метара.
Радови на генералном распореду некадашње Совјетске улице почели су 1944. године, убрзо након ослобођења Минска од нацистичких трупа. У пројекат су били укључени главни архитекти из Москве и Минска. 1947. године, као резултат конкурса, за реализацију је изабран пројекат који је развијен под надзором академика архитектуре М. Парусникова.
План пројекта ансамбла Авеније Незалежности је добар пример. Распоредом су предвиђене главне карактеристике урбанистичке целине — дужина фасада зграда, њихове силуете, главне поделе и општи архитектонски образац. Интегрисани план изградње био је заснован на смештају иновативних идеја са класичном архитектуром. Сачуване предратне грађевине и парковске зоне уклопљене су у архитектонску целину.
Тренутно су зграде које чине ансамбл авеније Незалежности уписане на Државну листу историјских и културних вредности Републике Белорусије. Сама градитељска целина, са својим зградама и објектима, распоредом и пејзажом је заштићена од стране државе и уписана је на Листу као комплекс историјских и културних вредности. Године 1968. уведена је Национална награда за архитектуру коју је освојио тим архитеката који су представљали архитектонске школе Москве и Минска.
Најпознатије стаљинистичке архитектонске целине у Минску су и у улици Лењина, Камсамолска, Камунистична, Привакзална трг и др.

### Обнова Кијева (1944—1955)
Централни Кијев је уништен током Другог светског рата када је Црвена армија напустила град и употребила даљински експлозив да детонира бомбе, а то је ускратила немачким снагама. После ослобођења Кијева, улице и тргови града су очишћени од рушевина. Симболично (као сећање на операцију Барбароса, немачку инвазију на СССР) 22. јуна 1944. Градски совјет је организовао конкурс за архитекте из Кијева, али и других места из Републике и синдиката за израду новог пројекта за потпуну реконструкцију централног града.

### Стаљинова награда 1949.
Стаљинова награда за 1949. годину, објављена у марту 1950. године, показала је јасну и присутну поделу стаљинистичке архитектуре — екстравагантне, скупе зграде се и даље хвале, али и покушаји да се стаљинистички стил учини приступачним. Награда за 1949. додељена је искључиво за завршене стамбене зграде, у знак приоритета. Такође показује класну стратификацију квалификованих станара овог времена. Три московске зграде добиле су награде:
- Zemlyanoy Val, 46—48 Јевгенија Рибицког, премашује спољашњи луксуз, чак и по стандардима из 1949. године. Поред еркера, има сложене кровне обелиске, портике и сложене вијенце. Још више је скривено унутра. Грађена је за велике функционере МГБ-а, са становима од 200 метара и безбедним двориштем на 2 нивоа. Радна снага је укључивала немачке ратне заробљенике; инсталације, водовод и завршне обраде коришћени су реквирирани немачки материјали.[24] Године 1949. хваљен је, 1952. критикован,[25] а 1955. Хрушчов га је осудио због „посебно великих ексцеса”.[26]
- Sadovo-Triumphalnaya, 4 Розенфелда и Суриса има скоро исти квалитет. Зидови, дубоко усечени еркерима и хоризонталним венцима, обрађени су гранитом и теракотом. Општи имиџ је толико тежак да пројектује луксуз једнако ефикасно као и рад Рибицког. Лепа карактеристика дизајна је други сет степеница за послугу .
- Bolshaya Kaluzhskaya, 7 од Жолтовског је један од првих признатих покушаја да се смање трошкови по јединици, уз задржавање стаљинистичких стандарда квалитета и технологије зидања. Двособни станови су мали по стаљинистичким стандардима, али са доста складишног простора и паметним тлоцртом који је обесхрабрио претварање једнопородичних јединица у вишепородичну комуналку. Споља, то је равна плоча са скромним украсима заснованим на фирентинском канону Жолтовског; нема статуа или обелиска, нема еркера.

## Регионалне сорте
Националне СССР-а имале су право да развијају сопствене стаљинистичке стилове, са више или мање слободе. Када локалне снаге нису биле довољне, позване су руске архитекте (Шчусев је пројектовао позориште оријенталног изгледа у Ташкенту, итд.). Александар Таманијан, именован за главног архитекту Јеревана, у великој мери је одговоран за јерменску разноликост стаљинистичке архитектуре. Истакнути пример је железничка станица у Јеревану, која је завршена 1956. године.
Стаљинистичка архитектура је, отприлике од 1948. до 1956. године, била ангажована у послератном источном блоку 'Народне демократије', обично након што је победио унутрашњу модернистичку опозицију. Ово би понекад показало одређене локалне утицаје, иако се често сматрало совјетским увозом.

### Пољска
Палата културе и науке Лава Рудњева, која је названа 'поклоном совјетског народа', била је можда најконтроверзнија од увоза стаљинистичке архитектуре. Ова огромна, висока кула, која је и даље четврта по величини зграда у Европској унији, доминирала је градом. Међутим, ранија вежба у неокласицизму била је велики МДМ Булевар, који се развијао паралелно са верном реконструкцијом старог градског језгра. МДМ је био типичан стаљинистички 'Magistrale', са великодушном ширином улице за коју се често причало да је за потребе кретања тенкова. Планирани град Нова Хута изван Кракова такође је дизајниран у стаљинистичком стилу током касних 1940-их.

### Источна Немачка
Након совјетске победе, у Берлину су изграђени различити грандиозни ратни споменици, укључујући један у Тиргартену и други, већи у Трептову. Прва већа стаљинистичка зграда у Немачкој била је совјетска амбасада у Unter den Linden-у. Ово су у почетку исмевали модернисти као што је Херман Хенселман, а до око 1948. планирање града Источног Берлина (у режији Ханса Шаруна) било је модернистичко, као у галеријским становима који чине први део планиране Стаљиналеје. Међутим, влада је осудила ове експерименте и усвојила руски стил, а остатак Стаљиналеје дизајнирали су Хенселман и бивши модернисти попут Ричарда Паулика у ономе што је без поштовања названо Zuckerbäckerstil („стил свадбене торте”).
Због репутације барокног града, стаљинистичка архитектура у Дрездену била је помешана са елементима дрезденског барока. Слично, стаљинистичке зграде у лучком граду Ростоку садрже елементе циглене готике као симбола локалног идентитета.
Слични споменици су дизајнирани и у другим градовима, као што су Лајпциг, Магдебург и нови град Стаљинштат (основан 1950, преименован у Ајзенхитенштат 1960, током дестаљинизације).

### Румунија, Бугарска, Албанија, Чешка, Словачка, Мађарска и Летонија
Централне зграде изграђене у стаљинистичком маниру обухватале су и Дом слободне штампе у Румунији и комплекс Ларга у Софији у Бугарској. Све су то били пројекти пре 1953. године, чак и ако су неки завршени након Стаљинове смрти. У Словачкој је било мање примера. Пример у Албанији је бивши Филмски студио Нове Албаније у Тирани. У Мађарској је стаљинистички стил усвојен за нови град Дунаујварош и многе друге стамбене, владине и инфраструктурне пројекте током 1950-их.
Као и у СССР-у, модернизам се вратио у већи део источне Европе после средине 1950-их, иако је било изузетака од овога у најтврдокорнијим режимима: огромна Палата парламента у Букурешту је веома касни пример неокласицизма, започетог тек 1984. и завршеног 1997. године, убрзо након завршетка режима Николаја Чаушескуа 1989. Летонија има зграду Летонске академије наука у Риги, познату и као „Стаљинова рођенданска торта”.

### Остале области
У источној Азији, неки примери се могу наћи у Северној Кореји и Кини као што су Пекиншки изложбени центар, Шангајски изложбени центар, првобитно изграђен као Палата кинеско-совјетског пријатељства, и ресторан Москва у Пекингу. Примери се такође могу наћи у Улан Батору у Монголији. Стаљинистички стилови су коришћени за дизајн совјетских амбасада изван источног блока, посебно амбасаде у Хелсинкију у Финској. Зграда, коју је пројектовао архитекта Е. С. Гребеншчиков, има извесну сличност са Бакингемском палатом у Лондону; за то се каже заслуга тадашњег совјетског министра иностраних пословаНаклоност Вјачеслава Молотова према званичној резиденцији британског монарха.

Стаљинистичке зграде, које окружују главне градске тргове, могу се наћи од источних делова Немачке до Сибира:
- Москва, Гагарин трг; обратите пажњу на различите завршне обраде
- Минск, трг железничког терминала
- Лајпциг, Росплатц
- Дрезден, Алтмаркт
- Црвени трг у Курску
- Главна пошта, Нижњи Новгород
- Новосибирско позориште опере и балета
- Зграда градске думе у Јекатеринбургу
- Самара оперска кућа
- Зграда терминала луке Сочи

## Покушаји смањења трошкова (1948—1955)
Промена стаљинистичке архитектуре на стандардни монтажни бетон обично се повезује са Хрушчовљевом владавином, а посебно декретом из новембра 1955. о ликвидацији ексцеса (новембар 1955). Заиста, Хрушчов је био укључен у кампању за смањење трошкова, али је она почела 1948. године, док је Стаљин био жив. Прелазак на масовну изградњу је очигледан у економским стаљинистичким зградама као што је Лењински авенија, 7 Жолтовског. На основу зидања, оне су давале само маргиналну добит; морала је постојати нова технологија. Током 1948—1955, различити архитектонски бирои спроводе огромну студију изводљивости, осмишљавајући и тестирајући нове технологије.

### Експеримент са оквиром и панелом 1948—1952
Инжењер Виталиј Лагутенко је 1947. године постављен да руководи експерименталним Заводом за индустријску конструкцију, са циљем проучавања и пројектовања јефтине технологије погодне за брзу масовну изградњу. Лагутенко је истакао велика монтажна бетонска окна. Придружио се архитектама Михаилу Посокину (старији) и Ашоту Мндојанцу, а 1948. овај тим је изградио своју прву бетонску зграду од рамова и плоча у близини данашње станице метроа Полежајевска. У близини су уследиле четири идентичне зграде; сличне зграде изграђене су током 1949—1952 широм земље. Ово је још увек био експеримент, који није био подржан индустријским капацитетима или брзим плановима пројеката. Посокхин је такође осмислио различите псеудостаљинистичке конфигурације истих грађевинских блокова, са декоративним ексцесима; ови нису спроведени. Бетонски оквири постали су уобичајени за индустријску изградњу, али прескупи за масовно становање.

### Јануар 1951: Московска конференција
Не зна се поуздано који је лидер странке лично покренуо акцију смањења трошкова. Потреба је била неизбежна. Оно што се зна јесте да је у јануару 1951. Хрушчов — тадашњи партијски шеф града Москве — био домаћин стручне конференције о грађевинским проблемима. Конференција је одредила прелазак на фабричке бетонске делове великих димензија, изградњу нових погона за монтажни бетон и друге материјале и замену технологије мокрог зидања брзом монтажом префабрикованих елемената. Индустрија је још увек морала да одлучи — да ли да користе велике плоче са спратом, или мање, или можда двоспратне, као што је Лагутенко покушао у Кузминкију. Постављена је основна технологија, настављене су студије изводљивости. Годину дана касније, на 19. партијском конгресу, уз присуство Стаљина, ову линију деловања — оснивање фабрика монтажног бетона — донео је закон. Још увек нису погођене главне јавне зграде и елитни станови.

### Трг Пешчанаја (1951—1955)
Друга врста експеримента односила се на побољшање управљања пројектима, прелазак са једне зграде на пројектну скалу са више блокова. Ово је тестирано у развоју трга Пешчанаја (територија северно од блока Посокхин-Лагутенко из 1948). Користећи „методу протока” премештања екипа кроз и низ зграда у различитим фазама завршетка и умерену примену монтажног бетона на иначе традиционално зидање, градитељи су успели да заврше типичне 7-спратнице за пет до шест месеци. Уместо мокре штуке (која је изазвала најмање два месеца кашњења), ове зграде су завршене отвореном циглом споља и суви зид изнутра; с обзиром на квалитет живота, ово су праве — и последње — стаљинистичке зграде.

## Крај стаљинистичке архитектуре (новембар 1955)
Док је Стаљин био жив, луксузно царство и масовна градња су постојали; прихватање Лагутенка није значило смрт за Рибицког. То се променило у новембру 1954, када су критичари отворено критиковали „ексцесе” и вољу да се граде зграде од 10—14 спратова, Стаљиновом сопственом вољом; према Хмелницком, ово мора да је започео лично Хрушчов. Током следеће године кампања је расла, припремајући јавност за крај стаљинизма.
Декрет о ликвидацији ексцеса… (4. новембар 1955) даје неке податке о трошковима стаљинистичких ексцеса, који се процењују на 30—33 % укупних трошкова. Наравно, ови примери су пажљиво бирани, али су разумни. Алексеј Душкин и Јевгениј Рибицки добили су посебне критике због троструког прекорачења трошкова и луксузних тлоцрта; Рибицки и Пољаков су лишени Стаљинових награда. Након тога су уследиле посебне наредбе за израду стандардизованих пројеката и инсталирање Института за стандардизоване зграде уместо некадашње Академије.
Стаљинистичка архитектура се наставила још пет година — рад на старим зградама више није био приоритет. Неки су редизајнирани; неки су, структурно комплетни, изгубили „вишкове”. Последња стаљинистичка зграда, хотел Украјина у Кијеву, завршена је 1961. године.
Величанствена Стаљиналеја у Берлину, такође завршена 1961. године, замишљена је 1952. године. Размер и већина ових зграда су стаљинистички, али скромне завршне обраде су сличне југендштилу и пруском неокласицизму. Улица ће касније бити проширена идиомом међународног стила и преименована у Карл-Марк-Алеја.

## Наслеђе и препород
Одређене зграде из Брежњевљеве ере, посебно „Бела кућа Русије”, могу се пратити до Стаљиновог наслеђа, док је неостаљинистички режим Чаушескуове Румуније произвео огроман, касни пример стила у својој Палати Парламента, који је покренут 1984. Намерна рекреација његовог стила појавила се у Москви од 1996. године, било као испуна у квартовима из тог периода, или као индивидуални развој. Неки су под утицајем чистог неокласицизма или ар декоа; уз неколико изузетака. Споран је њихов архитектонски квалитет и функција у урбаном развоју. Најмање спорне врсте су:
- Палата Тријумф у Москви једна је од најистакнутијих грађевина, са силуетом идентичном стаљинистичким конструкцијама.[38]
- Римски двор (Римскиј Двор, 2005) Михаила Филипова; вероватно боље класификовани као неокласични, али повезани са раним стаљинистичким зградама
- ГАЛС Товер (Цистема ГАЛС, 2001) тима архитеката Ворксхоп 14 попуњава празнину између зграда средњег доба на Тверској улици. Нема намеру да доминира суседством, само означава угао блока. Упркос помешаним цитатима из сецесије и ар декоа, добро се стапа са својим окружењем у Тверској.[38]
- Преображенска застава је цео блок (308 станова и малопродајних објеката) дизајниран током раних 1930-их са стилом сличним Ар деко адаптацијама Јофана и Владимирова. Необичан пример који заправо изгледа као старински комад, а не као модерна реплика.